# Jan Skarbek

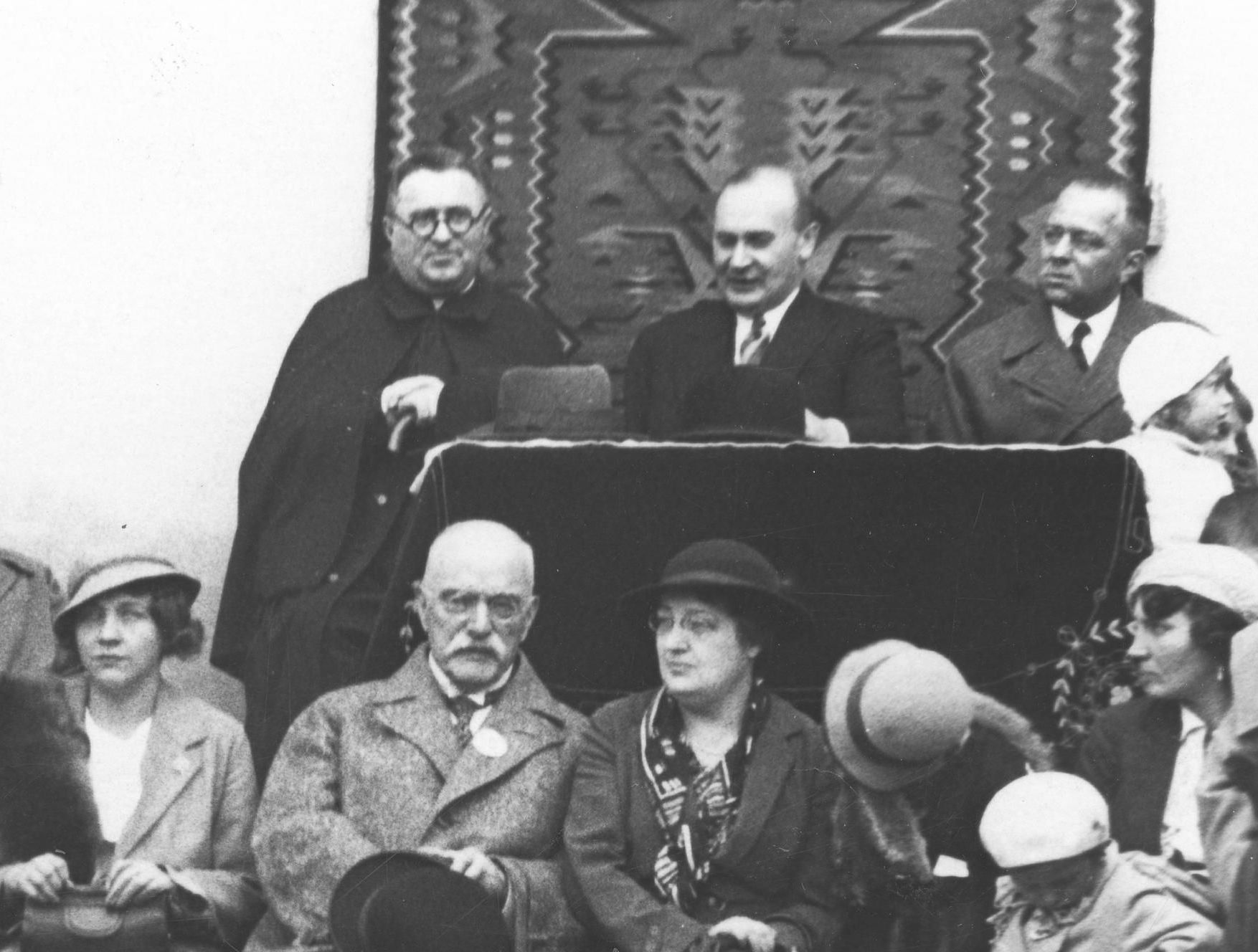
Pater Skarbek, erster von links in der oberen Reihe

Jan Skarbek (geboren am 15. Juni 1885 in Paszczyna bei Dębica; gestorben am 2. Februar 1951 in Oświęcim) war ein polnischer römisch-katholischer Priester und Chronist. Jan Skarbek ist einer der Ehrenbürger von Oświęcim – dieser Titel wurde ihm 1934 von den städtischen Behörden verliehen. Er war dafür bekannt, dass er die interreligiösen Beziehungen in Oświęcim pflegte und freundschaftliche Beziehungen zur örtlichen jüdischen Gemeinde unterhielt.

## Leben

### Ausbildung
1909 wurde er zum Priester geweiht und erwarb ein Diplom in Theologie an der Jagiellonen-Universität. An derselben Universität in Krakau absolvierte er auch ein Jurastudium. Im Jahr 1909 wurde er in Krakau zum Priester geweiht. Seine erste pastorale Einrichtung war die Pfarrei St. Adalbert und St. Katharina in Jaworzno. Im Jahr 1914 kam sie in das nahe gelegene Szczakowa und ein Jahr später nach Pleszów bei Krakau. Im Januar 1926 wurde Skarbek Pfarrer der Pfarrei Mariä Himmelfahrt in Oświęcim und hatte dieses Amt bis zu seinem Tod inne.

### Zwischenkriegszeit
Im Jahr 1926 kam er nach Oświęcim. Er war viele Jahre lang Mitglied des Stadtrats. Im Jahr 1934 wurde ihm der Titel eines Ehrenbürgers von Oświęcim verliehen. Er engagierte sich in einer Reihe von Wohltätigkeits-, Sozial- und Bildungsorganisationen und setzte sich auch für die Aufrechterhaltung guter interreligiöser Beziehungen in Oświęcim ein. Im Jahr 1929 wurde er Vorsitzender des Komitees für den Bau und die Einrichtung des ersten Gymnasiums in der Stadt, das bis heute besteht (heute das Stanisław-Konarski-Gymnasium in Oświęcim).

### Zweiter Weltkrieg
Während des Krieges arbeitete Jan Skarbek mit der Widerstandsbewegung im Konzentrationslager Auschwitz zusammen. Er war an der Hilfe für Flüchtlinge aus dem Konzentrationslager beteiligt, unter anderem durch die Ausstellung falscher Taufscheine.
In der Nacht vom 1. auf den 2. Juli 1942 verhafteten deutsche Polizisten den Gemeindepfarrer, den Schatzmeister und einen der Vikare. Die Priester wurden geschlagen und das Pfarrhaus wurde geplündert. Auch die Haushälterin des Pfarrers wurde verhaftet. Skarbek wurde verhaftet, weil er „übermäßig viele Lebensmittel im Pfarrhaus gelagert hatte“. Er wurde in Oświęcim, Katowice, Mysłowice und Bielsko inhaftiert. Nach seiner Entlassung erlaubten ihm die deutschen Behörden nicht, nach Oświęcim zurückzukehren, und er kehrte erst 1945 dorthin zurück; danach war er weiterhin als Pfarrer tätig.
Er starb am 2. Februar 1951 in Oświęcim und wurde auf dem Pfarrfriedhof in Oświęcim beigesetzt.

## Aktivitäten für interreligiöse Beziehungen
Jan Skarbek baute aktiv gute Beziehungen zur jüdischen Gemeinde von Oświęcim auf, die auf gegenseitigem Respekt beruhten. Er unterhielt herzliche, freundschaftliche Beziehungen zum örtlichen Rabbiner Elyahu Bombach, knüpfte Kontakte zu anderen Rabbinern und ermutigte die katholische Gemeinde der Stadt, anderen Religionen gegenüber ähnlich offen zu sein. Skarbek traf den Rabbiner von Oświęcim im Park, wo sie sich gemeinsam auf Hebräisch unterhielten.